# Günther Rechn
Günther Rechn (* 14. März 1944 in Litzmannstadt) ist ein deutscher Maler und Grafiker.

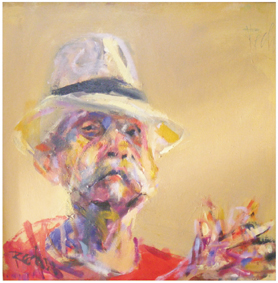
Selbstporträt

## Leben
Günther Rechn studierte von 1966 bis 1971 Gobelinwirkerei und Malerei an der Kunsthochschule Burg Giebichenstein in Halle an der Saale. Seine akademischen Lehrer waren unter anderem Lothar Zitzmann, Hannes H. Wagner und Willi Sitte. Nach einer einjährigen Aspirantur war er von 1972 bis 1977 als Assistent für Naturstudium und Aktzeichnen an der Kunsthochschule Burg Giebichenstein tätig. Ab 1977 arbeitete er freischaffend in der Niederlausitz als Maler und Grafiker. In den 1980er Jahren war Günther Rechn als Vorsitzender des Verbandes Bildender Künstler (VBK) des Bezirkes Cottbus tätig. 1980 reiste er als Abgesandter des VBK mit Falko Behrendt, Edmund Bechtle, Uwe Bullmann und Christian Heinze durch palästinensische Gebiete, wobei sie auch Yasser Arafat trafen. Rechn hatte in der DDR und im Ausland eine bedeutende Zahl von Einzelausstellungen und Ausstellungsbeteiligungen, u. a. von 1977 bis 1988 an der VIII. bis X. Kunstausstellung der DDR in Dresden.
Nach der Wende und dem Zusammenbruch der Strukturen des östlichen Kunstbetriebes arbeitete Rechn zunächst als Bühnenmaler am Staatstheater Cottbus und als Restaurator in Niederbayern. Von 1993 bis 1994 gab er als erster Stadtzeichner einen künstlerischen Blick auf die Nachwendestadt Cottbus. Seit 1994 lebt und arbeitet Günther Rechn in Limberg und in Grosseto. Seit 1989 ist er mit Ausstellungen in Deutschland, Frankreich, Italien, Polen und Tschechien mit seinen Werken zu sehen. Günther Rechn ist verheiratet und hat zwei Kinder. Der Schauspieler und Regisseur Urs Rechn ist sein Sohn.

## Künstlerisches Schaffen
Holger Schwiewager, der Leiter der Galerie Bilder im Hof in Flensburg, bemerkt zum Künstler:
In den von stürmischer Emotionalität beherrschten Bildern von Günther Rechn ist alles in Bewegung. Auf engsten Raum spiegeln sich gesellschaftliche Bezüge, die als dramatische, humanistische oder literarische Inhaltlichkeit gleichnishaft zum Bild werden. In kurzen dramatischen Pinselschwüngen, die zu offensiv vorgetragener Körperlichkeit zu vibrierenden Zeichen existentieller Daseinsbekundungen auf der Leinwand werden, artikuliert sich eine malerische Präsenz, die sich ganz aus der Farbe, aus ihrem pastosen oder lasierenden Auftrag entwickeln. In dieser spontan wirkenden, farbkräftigen Malerei scheinen barocke Wucht und Fülle ebenso auf wie feinsinnige, aus der Zeichnung kommende lineare Gespinste.
Herbert Schirmer, schreibt in einem Kommentar zum Katalog der Einzelausstellung Günther Rechn „Malerei“:
In einem ganz andere Beziehungssystem posieren, domestiziert in einer dramatischen Figurativität, in der die Grenzen zwischen Nähe und Distanz, zwischen Individuum und Image aufgehoben scheinen, stürzende Engel in bizarren Kostümen. Als Symbole schöpferischer Unruhe und spontaner Verheißung fallen sie trotz Flügel kopfüber aus der geschützten Sphäre des Himmels. Transformieren die schillernden Wesen nun aus dem Zustand Glück spendender Jenseitigkeit zurück in den Zustand diesseitiger Leiblichkeit oder werden hier Zweifel an der Aufgehobenheit des Menschen in seiner körperlichen Hülle, Zweifel an der physischen und psychischen Integrität angemeldet?

## Auszeichnungen (Auswahl)
- 1978: Preis der Ausstellung „Junge Künstler der DDR“
- 1983: Kunstpreis des DTSB
- 1985: Preis der Ausstellung „Kunst und Sport“ in Leipzig
- 1986: Theodor-Körner-Preis
- 1987: Carl-Blechen-Preis

## Werke (Auswahl)
- Porträt: Manfred Stolpe (1994), Ministerpräsident von Brandenburg
- Porträt: Regine Hildebrandt (1994), Brandenburger Landesministerin für Arbeit, Soziales, Gesundheit und Frauen

## Einzelausstellungen (Auswahl)
Deutsche Demokratische Republik
- 1970: Erfurt
- 1974: Merseburg, Schlossmuseum
- 1977: Halle (Saale), Staatliche Galerie Moritzburg
- 1977–1978: Cottbus, Brandenburgische Kunstsammlungen
- 1979: Hoyerswerda, Kunstsammlung / Leipzig, Leibnitzklub
- 1980: Rostock, Kunsthalle / Halle, Burggalerie
- 1981: Leipzig, Museum der bildenden Künste
- 1983: Cottbus, Galerie Carl Blechen
- 1986: Frankfurt (Oder), Galerie Junge Kunst
- 1988: Leipzig, Fachschule für Bühnentanz

Bundesrepublik Deutschland
- 1990: Brühl, Villa Meixner Jugendstilmuseum / Lich, Kloster Arnsburg
- 1994: Cottbus, Rathaus / Staatstheater / Merseburg, Museum / Plauen, Vogtlandtheater
- 1995: Hoyerswerda, Landratsamt / Potsdam, Galerie am See
- 1996: Cottbus, Stadt- und Messehallen / Hoyerswerda, Landratsamt
- 1997: Cottbus, Galerie Wohndesign / Plauen, Vogtlandtheater
- 1998: Worpswede, Altes Rathaus / Cottbus, “110 Tage Maremma” Ausstellung bei der ESSAG
- 1999: Bad Steben, Grafikmuseum Stiftung Dr. Schreiner / Cottbus, Staatstheater / Senftenberg, Galerie am Schloss
- 2001: Hoyerswerda, Foyer des Amtsgerichtes Hoyerswerda
- 2002: Branitz, Hotel Bestwestern / Glashütte, Galerie Packschuppen / Halle (Saale), Galerie Zeitkunst / Waldenburg, Galerie Tauscher
- 2003: Rheda Wiedenbrück, Galerie Unter den Linden bei Fürstin Sissi zu Tecklenburg-Bentheim / Lübben, Rathaus / Leipzig, Café Protzendorf
- 2004: Berlin, Galerie Meißen / Cottbus, Stadtmuseum Cottbus / Feldberg, Kunstverein Feldberger Land e.V. / Ahrenshoop, Galerie Peters-Barenbrock
- 2005: Berlin, Ausstellung „Zwischenraum“
- 2006: Ahrenshoop, Galerie Peters-Barenbrock
- 2007: Berlin, Galerie Meißen
- 2008: Darmstadt, Galerie Maximilian / Merseburg, Willi Sitte-Galerie / Berlin, Galerie Peters-Barenbrock
- 2009: Cottbus, Sparkasse Cottbus
- 2009: Luckenwalde, Galerie im Kreishaus
- 2012: Halle (Saale), Zeitkunstgalerie (mit Gerd Lucke)[4]
- 2024: Merseburg, Willi-Sitte-Galerie
- 2024: Senftenberg, Rathausgalerie

Italien
- 1991: Grosseto, Fortezza Medici
- 1992: Rom, Galleria Fidia, arte moderna / Siena, Palazzo Patrizii / Rieti, Theater
- 1993: Abatone, Galleria d’arte, La Sferna
- 1995: Jesi, Palazzo Convegni
- 1996: Rom, Galleria Fidia / Sulmona, Palazzo dell’ Annunziata
- 1997: Grosseto, Fortezza Medici
- 2000: Grosseto, Galleria Modigliani
- 2001: Grosseto, Galleria d’arte moderna il Tridente
- 2002: Grosseto, Galleria d’arte moderna il Tridente
- 2004: Grosseto, Galleria “Colori del Pensiero” / Banca Nationale del Lavoro

Frankreich
- 1990: Vichy, Casino

Polen
- 2002: Świdnica, Muzeum Archeologiczne Srodkowego Narodrza

Tschechien
- 1998: Brünn, Galerie Starobrnensko

## Öffentliche Sammlungen und Museen mit Werken Rechns
- Brühl: Sammlung Villa Meixner Jugendstilmuseum
- Cottbus: Brandenburgische Kunstsammlungen
- Erfurt: Angermuseum
- Frankfurt (Oder): Galerie Junge Kunst
- Halle: Staatliche Galerie Moritzburg, Universitätsklinikum Halle
- Leipzig: Museum der bildenden Künste
- Rostock: Kunsthalle Rostock
- Senftenberg: Kunstsammlung Lausitz; Schlossmuseum

## Veröffentlichungen
- Günther Rechn: Malerei und Grafik. Arbeiten aus den Jahren 1976–1977. Halle (Saale) 1977.
- Ullrich Wallenburg (Hrsg.): Engagement Palästina, Malerei und Grafik von Edmund Bechtle, Falko Behrendt, Uwe Bullmann, Christian Heinze, Günther Rechn. Cottbus 1981.
- Günther Rechn: Grafik, Zeichnungen, Malerei, Aquarelle. Frankfurt (Oder) 1986.
- Günther Rechn (Ill.), Alessandro Amendola, Guido Garufi: Günther Rechn, Siena, "Appunti di viaggio", disegni, acquarelli, olii; 2A EDITRICE S.R.L. – ROMA. Siena 1992, ISBN 88-85257-06-2.
- Günther Rechn (Ill.), Renzo Vespignani: Günther Rechn, opera grafica 1986–1992, testo di Renzo Vespignani. Editione 2A, Roma 1992, ISBN 88-85257-04-6.
- Günther Rechn (Ill.), Alessandro Amendola: Tänzer, Danzatori. Roma 1992, ISBN 88-85257-05-4.
- Günther Rechn (Ill.), Guido Garufi, Renzo Vespignani: Per Federico II di Svevia  „STUPOR MUNDI“, Olii, temere, acquarelli e chine. Roma 1995. ISBN 88-85257-03-14
- Günther Rechn (Ill.), Claudia Zaccagnini: Alla corte di Federico 2. Studi a china per la mostra “Stupor Mundi”. Editione 2A, Roma 1996. ISBN 88-85257-13-14.
- Günther Rechn (Ill.), Steffen Krestin (Hrsg.): Stadtzeichner in Cottbus. Das Fenster.  Regia-Verlag, Cottbus 2004, ISBN 978-3-937899-30-5.
- Annarosa del Corona, Günther Rechn (Ill.): Umano, segno e canto.  Dianum, Grosseto 2002.
- Günther Rechn (Ill.), Alessandro Amendola: Il sogno dell'Imperatore. Amministrazione Provinciale, L’Aquila  1996.